# Humphrey Carpenter
Humphrey William Bouverie Carpenter (Oxford, 29 d'abril de 1946 – 4 de gener de 2005) va ser un biògraf, escriptor i locutor de ràdio anglès.
Carpenter va néixer, viure i morir pràcticament tota la seva vida a Oxford. El seu pare era Harry Carpenter, bisbe d'Oxford. La seva mare era Urith Monica Trevelyan, la qual havia estat educada segons el mètode Fröbel. De petit, va viure a les dependències del guardià al Keble College, on el seu pare era guardià (Warden) fins que va ser nomenat bisbe. Va estudiar a la Dragon School d'Oxford i, posteriorment, al Marlborough College. Més tard va ser lector d'anglès al Keble.
Entre les seves biografies més destacades destaquen J. R. R. Tolkien: A Biography (1977; a més d'editar The Letters of J. R. R. Tolkien), The Inklings: CS Lewis, JRR Tolkien, Charles Williams and their Friends (1978; guanyadora del premi Somerset Maugham el 1978), W. H. Auden (1981), Ezra Pound (1988; guanyadora del Duff Cooper Memorial Prize), Evelyn Waugh (1989), Benjamin Britten (1992), Robert Runcie (1997), Dennis Potter i Spike Milligan (2004). El seu darrer llibre, The Seven Lives of John Murray (2008) sobre John Murray i la famosa editorail d'Albemarle Street, va ser publicada de manera pòstuma.
Locutor reconegut, va començar la seva carrera a BBC Radio Oxford com a presentador i productor, a més de conèixer allí la que seria la seva muller, Mari Prichard (el pare de la qual era Caradog Prichard, el poeta i novel·lista gal·lès); es van casar el 1973.